# Park Dong-jin
Park Dong-jin (박동진?, 朴東鎭?; Namhae, 10 dicembre 1994) è un calciatore sudcoreano, difensore del Gyeongnam in prestito dal Seoul.

## Carriera

### Club
Ha giocato in Corea del Sud, nel Gwangju, con il quale ha esordito nel 2016.

### Nazionale
Ha fatto parte della nazionale Under-23 sudcoreana.
Viene convocato per le Olimpiadi 2016 in Brasile.